# Cristina Lasvignes
Cristina Lasvignes Martín (Madrid, España, 9 de enero de 1978) es una periodista y presentadora española.

## Biografía
Cristina Lasvignes se licenció en periodismo por la Universidad Complutense de Madrid. Ha participado, en televisión, en los programas ¡Qué idea!, en Localia, Un equipo, en Cuatro y fue colaboradora en Visto y oído también de Cuatro.

### Cadena SER (2001 - 2009)
Durante cuatro años fue redactora del programa de radio Hablar por hablar, de la Cadena SER, y pasó a dirigirlo y presentarlo en septiembre de 2006, hasta el 20 de febrero de 2009, cuando fue sustituida por Macarena Berlín.

### Antena 3 (2008 - 2010)
En octubre de 2008, pasó a conducir un programa de televisión en Antena 3 en la franja vespertina llamado Tal cual lo contamos, que el 11 de junio de 2010 dejó de emitirse.

### Kiss FM (2011 - 2014)
De 2011 a 2014 presentaba, junto con Alfredo Arense y Marta Ferrer, el programa despertador de Kiss FM Las Mañanas KISS.

### TVE (2015 - 2016)
Entre octubre de 2015 y febrero de 2016, presentó en las tardes de La 1 el programa de salud Esto es vida.

### Telecinco  (2025)
Durante la etapa estival de 2025, sustituyó a Jorge Javier Vázquez al mando del programa  El diario de Jorge, que en dicha época, recibe el nombre de El diario de verano.

### Empresaria
Cristina en la actualidad es dueña de Cris Cris Producciones SL, empresa que gestiona sus trabajos en televisión, radio y prensa, así como representaciones artísticas.Es desde 2013 socia fundadora y accionista de la empresa gastronómica Azotea Grupo y desde 2017 socia fundadora y principal accionista de la productora de documentales Filmus.  Por otro lado es accionista de Crislama Rayte (consultoría audiovisual) y de Crislama Producciones Sl (dedicada a los producción y postproduccion de sonido), esta última a colabora con varias series como La otra mirada, Acacias 38, Secretos de estado, Hospital Valle Norte, y un largo etc.

## Vida personal
En julio de 2009, se casa en una ceremonia civil en Pozuelo de Alarcón con el economista José Manuel García, amigo de toda la vida. El 19 de septiembre de 2013, anuncia en su programa que está embarazada de seis meses. Posteriormente, confirma en una entrevista en la revista Lecturas que espera una niña para finales de 2013 o principios de 2014.
El 22 de noviembre de 2013, da a luz a su hija, Aitana, un mes antes de lo previsto.Y un año y medio después, Cristina se convertía en madre de nuevo, esta vez de un niño, Jacobo.

## Televisión
- Un equipo,  Cuatro (canal de televisión), (2005 - 2006). Reportera.
- ¡Que idea!, Localia, (2006 - 2008). Presentadora.
- Visto y oído, Cuatro, (2008). Colaboradora.
- Tal cual lo contamos, Antena 3, (2008 - 2010). Presentadora.
- Esto es vida, La 1, (2015-2016). Presentadora.
- El diario de verano, Telecinco, (2025 - actualidad). Presentadora sustituta.

## Radio
- Hoy por hoy, Cadena SER, (2001 - 2002). Becaria.
- Hablar por hablar (Cadena SER), (2002 - 2006). Redactora.
- Hablar por hablar (Cadena SER), (2006 - 2009). Locutora.
- Las mañanas Kiss, Kiss FM, (2011 -  2014). Locutora.